# Городской климат
Городской климат — местный климат крупного города, создаваемый им самим.

## Отличие климата города от окружающей его местности
- Повышенная температура воздуха (остров тепла) (по данным EPA, на 1—6 °C; в крупных агломерациях на востоке США вегетационный период на 15 дней длиннее, чем в аналогичной сельской местности).
- Ослабление солнечной радиации (в США на 10—15 %).
- Укороченный световой день (в крупных городах на 15—20 минут).
- Увеличение облачности и осадков летом, туманов зимой. Например, в городах США осадков на 10—15 % больше, чем в сельской местности; туманов на 30—100 %. При серьёзной загазованности случаются смоги.
- Иногда наблюдается городской бриз — приток воздуха от окраин к центру города.
- Относительная влажность понижена на 6 %.

Изменения климата в крупных городах носят локальный характер, и их не следует путать с глобальным потеплением.

## Причины
- Постройки и дороги нагреваются солнцем сильнее естественной поверхности.
- Нагрев воздуха за счёт промышленности, отопления и транспорта.
- Воздух загрязняется дымом, который служит центрами конденсации.

## Методы противодействия
Перечисленные изменения климата присущи городу как таковому. Тем не менее, их можно в известной мере уменьшить. Основные меры противодействия таковы:
- Планирование улиц и кварталов с учётом направления ветров.
- Создание зелёных зон.
- Создание эффективной транспортной системы (общественный транспорт, автодороги и т. д.).
- Эффективная теплоизоляция стен, крыш и окон.
- Уменьшение загрязнения воздуха транспортом, промышленностью и коммунальным хозяйством. Развитие энергосберегающих технологий.